# Dólar paralelo
O dólar paralelo é um indicador econômico sobre um tipo de Dólar americano não-oficial, antes chamado de "mercado negro do dólar". O termo "mercado negro do dólar" foi abolido dos jornais brasileiros por ser politicamente incorreto.